# 광주외국인학교
광주외국인학교(Kwangju Foreign School)는 광주광역시 북구에 있는 외국인학교이다. 현재 유치원부터 고등학교까지의 과정을 운영하고 있다.

## 연혁
- 1996년 : 개교